# 5 mei
5 mei is de 125ste dag van het jaar (126ste dag in een schrikkeljaar) in de gregoriaanse kalender. Hierna volgen nog 240 dagen tot het einde van het jaar.

## Gebeurtenissen
- Algemeen
  - 1292 - Verkiezing van Adolf I van Nassau tot koning van Duitsland.
  - 1921 - Het parfum Chanel Nº5 wordt gelanceerd.
  - 1948 - Pax Christi Nederland wordt in Utrecht opgericht.
  - 1950 - Kroning van koning Rama IX of Bhumibol van Thailand.
  - 1970 - In Nederland wordt de Nationale Kraakdag gehouden.
  - 2023 - In de Congolese provincie Zuid-Kivu vallen als gevolg van overstromingen zeker 176 doden, volgens de gouverneur van het gebied.[1]
- Economie
  - 1987 - President Kenneth Kaunda van Zambia beschuldigt het Internationaal Monetair Fonds (IMF) ervan een lastercampagne te zijn begonnen tegen zijn land.
- Criminaliteit en veiligheid
  - 1865 - De eerste treinroof vindt plaats in de buurt van North Bend, Ohio (Verenigde Staten).
  - 1980 - De SAS bestormt de Iraanse ambassade in Londen, bevrijdt 19 gijzelaars en doodt 4 gewapende mannen.
- Infrastructuur
  - 1835 - De eerste spoorweg op het Europees continent wordt in gebruik genomen tussen Brussel en Mechelen. De lijn was 20 km lang.
- Gezondheid
  - 2023 - De Wereldgezondheidsorganisatie WHO meldt dat de coronapandemie niet langer een wereldwijde noodsituatie is. "Dit betekent niet dat covid-19 niet langer een bedreiging is voor de wereldwijde gezondheid.", aldus directeur-generaal Tedros Adhanom Ghebreyesus.[2]
- Media
  - 1912 - De Pravda verschijnt voor het eerst als bolsjewistisch partijblad.
  - 1995 - Het tv-programma Taxi van de NCRV wint de internationale persprijs op het 35ste Gouden Roos-festival in Montreux.
- Oorlog
  - 1814 - Capitulatie van Maastricht: opheffing van de Blokkade van Maastricht en vertrek van de Fransen uit het laatste Nederlandse bolwerk.
  - 1862 - Slag bij Puebla, Mexico verslaat de Fransen. Deze overwinning wordt elk jaar gevierd onder de naam Cinco de mayo.
  - 1942 - De geallieerden beginnen de slag om Madagaskar (Operatie Ironclad) waarbij de geallieerden het door Vichy-Frankrijk bezette Madagaskar in handen proberen te krijgen. De slag duurde tot 6 november.
  - 1945 - Bespreking over voorwaarden capitulatie van het Duitse leger in Nederland op het einde van de Tweede Wereldoorlog. Dit is de basis voor Bevrijdingsdag.
  - 1946 - De eerste Nationale Bevrijdingsdag.
  - 1995 - De Federale Republiek Joegoslavië (Servië en Montenegro) stuurt legereenheden naar de grens met Kroatië.
  - 1995 - Bij een aanval door extremistische moslims op een zwaarbewaakt industrieel complex in het zuiden van Algerije komen vijf buitenlanders en een Algerijnse militair om het leven.
- Politiek
  - 1789 - Het Cahier de doléances wordt aangeboden aan de Franse Staten-Generaal, waarmee de Franse Revolutie begint
  - 1949 - Tien Europese landen stellen de Raad van Europa in, de eerste stap op weg naar een verenigd Europa.
  - 1984 - In Ecuador wordt de conservatief León Febres-Cordero gekozen tot president.
  - 1987 - Guerrillastrijders vallen ministeries, militaire installaties en andere doelen aan in de Peruviaanse hoofdstad Lima. Bovendien zetten ze het grootste gedeelte van het land, inclusief de zes miljoen inwoners tellende hoofdstad, zonder stroom door een bomaanslag op de centrale in Huancayo.
  - 2012 - Bondspresident Joachim Gauck voert, als eerste Duitser in de geschiedenis, het woord tijdens de Nationale Viering van de Nederlandse Bevrijding.
  - 2023 - Het grondenrechtendebat van de inheemsen en marrons in de assemblee begint na hevige ongeregeldheden in Pikin Saron, Suriname.[3][4]
- Recreatie

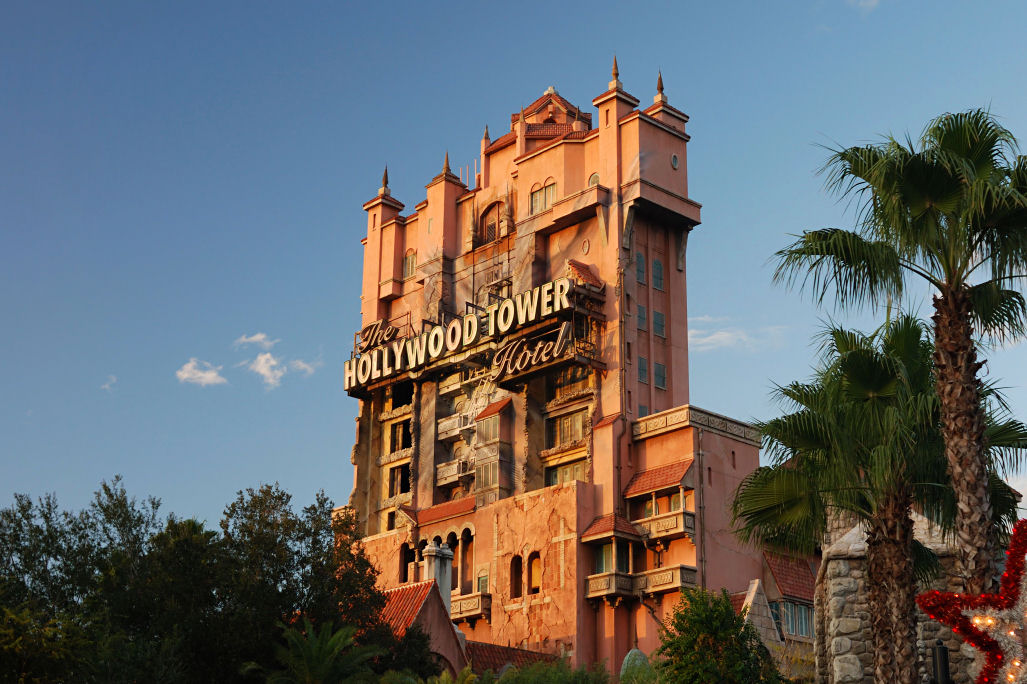
The Twilight Zone Tower of Terror
geopend in 2002

- - 2002 - In Disney California Adventure Park wordt de attractie The Twilight Zone Tower of Terror geopend.
  - 2005 - In Epcot wordt de attractie Soarin' Over California geopend.
- Sport
  - 1895 - Oprichting van de Duitse voetbalclub Fortuna Düsseldorf.
  - 1912 - Oprichting van de Oostenrijkse voetbalclub SV Ried.
  - 1912 - Opening van Maksimirstadion in Zagreb.
  - 1957 - Opening van het Estádio dos Barreiros in Funchal.
  - 1979 - Oprichting van de Chileense voetbalclub Club Deportes Cobresal.
  - 1991 - Middenvelder Pieter Bijl maakt tegen FC Twente het duizendste doelpunt voor voetbalclub FC Utrecht.
  - 1992 - Tien minuten voor aanvang van de bekerwedstrijd tussen SC Bastia en Olympique Marseille stort een tijdelijke tribune van het Stade Armand Cesari gedeeltelijk in. Daarbij komen 18 mensen om het leven en raken 2300 toeschouwers gewond.
  - 1996 - Tsjechië verovert in de Wiener Stadthalle in Oostenrijkse hoofdstad Wenen voor de eerste keer in de geschiedenis de wereldtitel in het ijshockey door in de finale Canada met 4-2 te verslaan.
  - 2013 - AFC Ajax wordt voor de 32e keer kampioen van de Nederlandse Eredivisie door thuis met 5-0 te winnen van Willem II. Door dit verlies kan Willem II degradatie naar de eerste divisie niet meer voorkomen.
  - 2014 - Voetballer Michy Batshuayi van Standard Luik wordt verkozen tot beste speler van Afrikaanse afkomst in de Belgische Jupiler Pro League en wint de Ebbenhouten Schoen.
  - 2019 - AFC Ajax wint voor de 19e keer de KNVB Beker ten koste van Willem II met 4-0.
  - 2022 - Feyenoord bereikt de eerste finale van de UEFA Europa Conference League door gelijk te spelen in Marseille tegen Olympique.[5]
  - 2024 - De Nederlandse wielrenster Demi Vollering pakt de eindzege van de Vuelta Femenina door in de laatste etappe solo over de eindstreep te komen. De tweede plaats in het eindklassement is voor haar landgenote Riejanne Markus.[6]
  - 2024 - Voetbalclub PSV wordt voor de 25e keer kampioen van de Nederlandse Eredivisie door Sparta Rotterdam met 4-2 te verslaan.[7] FC Volendam verliest met 1-4 van Ajax en degradeert daarmee voor de tiende keer in de geschiedenis van de club uit de Eredivisie.[8]
  - 2024 - De Rus Andrej Roebljov wint het tennistoernooi van Madrid door de Canadees Félix Auger-Aliassime in drie sets te verslaan.[9]
  - 2025 - De Chinees Zhao Xintong wint het wereldkampioenschap snooker door in de finale de uit Wales afkomstige Mark Williams met 18-12 te verslaan.[10]
- Wetenschap en technologie
  - 1961 - Alan Shepard wordt gelanceerd aan boord van de Mercury MR-3, en is daarmee de tweede mens en tevens de eerste Amerikaan in de ruimte.[11]
  - 1963 - Eerste levertransplantatie ooit, uitgevoerd door Thomas Starlz.
  - 2017 - Het Chinese passagiersvliegtuig Comac C919 had zijn eerste officiële testvlucht.
  - 2022 - ESA astronaut Samantha Cristoforetti is de eerste persoon die vanuit de ruimte een video maakt voor het sociale medium TikTok. In de video spreekt ze onder meer over de lancering naar het ISS.[12]

## Geboren

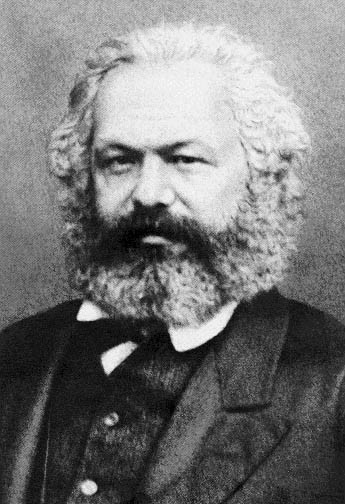
Karl Marx
geboren in 1818

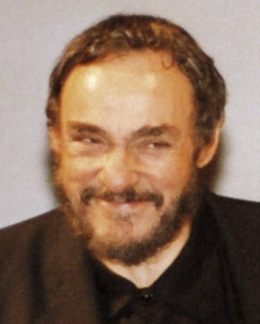
John Rhys-Davies
geboren in 1944

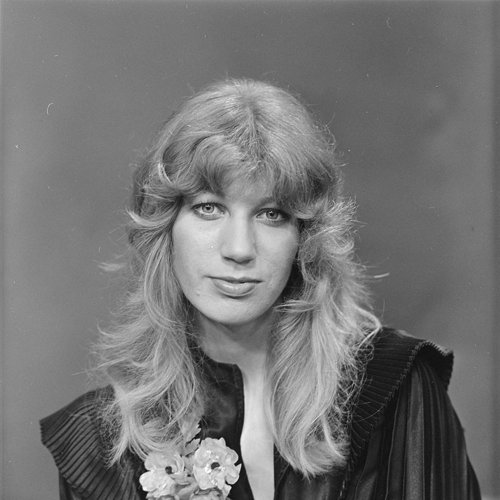
Maggie MacNeal in 1976
geboren in 1950

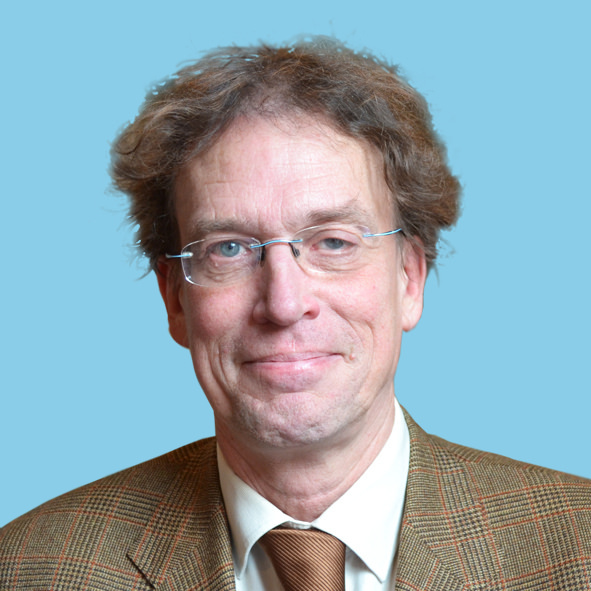
Willem Witteveen (kwam om tijdens vliegtuigramp boven Oost-Oekraïne)
geboren in 1952

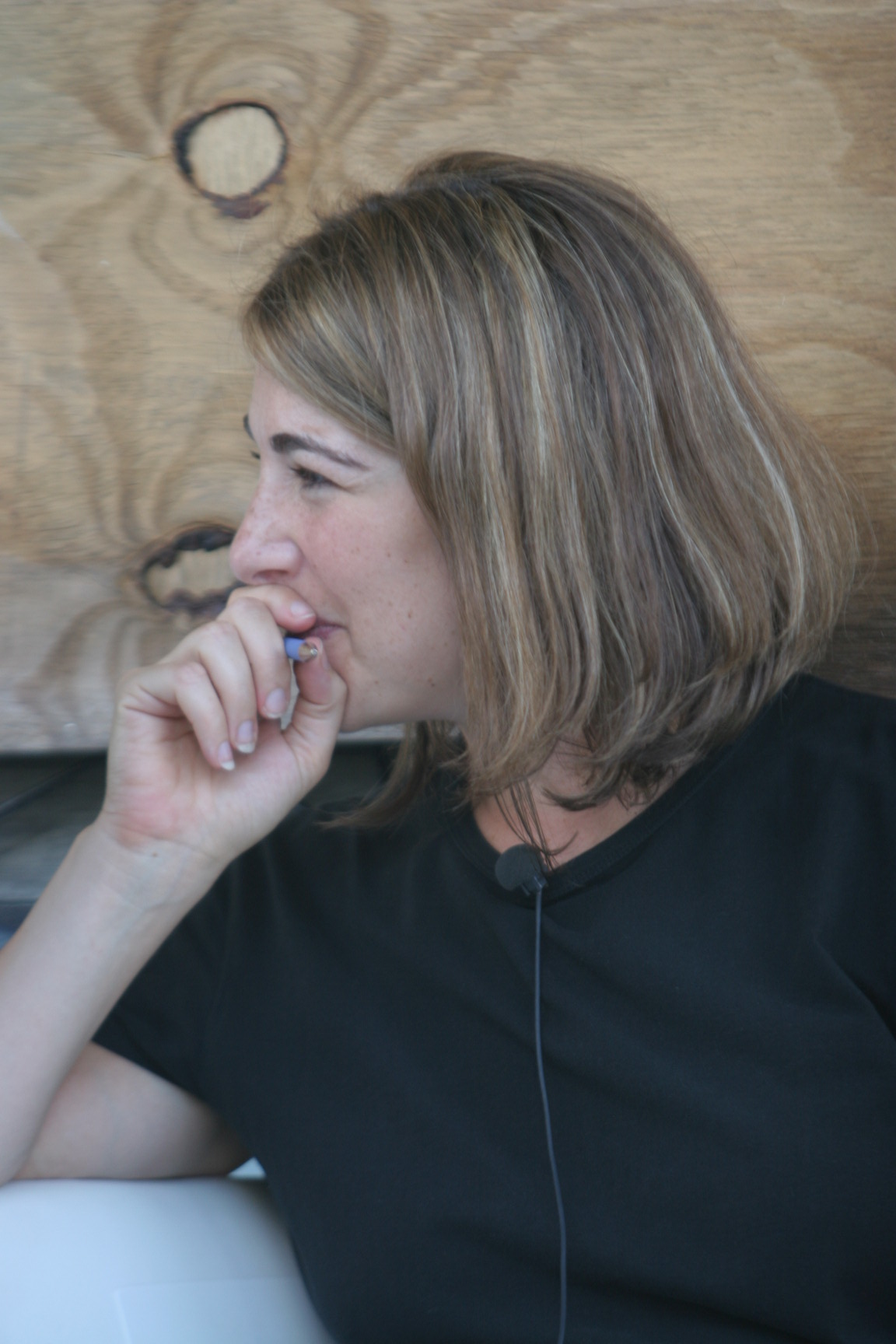
Naomi Klein
geboren in 1970

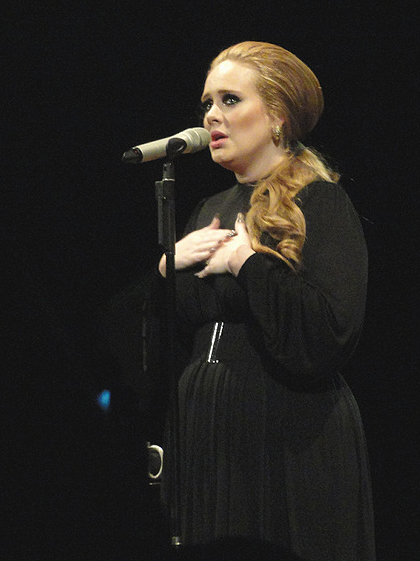
Adele (Adkins)
geboren in 1988

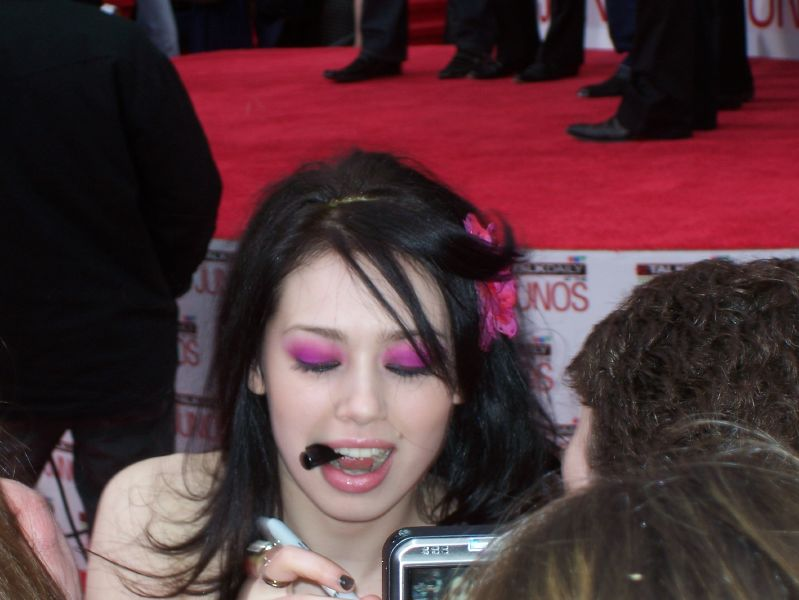
Skye Sweetnam
geboren in 1988

- 1210 - Alfons III van Portugal, koning van Portugal van 1247 tot 1279 (overleden 1279)
- 1352 - Ruprecht van de Palts (overleden 1410)
- 1747 - Keizer Leopold II (overleden 1792)
- 1813 - Søren Kierkegaard, Deens filosoof en protestants theoloog (overleden 1855)
- 1818 - Karl Marx, Duits politiek filosoof en grondlegger van het marxisme (overleden 1883)
- 1826 - Eugénie de Montijo, laatste keizerin der Fransen (overleden 1920)
- 1832 - Hubert Howe Bancroft, Amerikaans historicus (overleden 1918)
- 1834 - Viktor Hartmann, Russisch architect, beeldhouwer en kunstschilder (overleden 1906)
- 1846 - Henryk Sienkiewicz, Pools schrijver (overleden 1916)
- 1850 - Johan van Hasselt, Nederlands civiel ingenieur (overleden 1917)
- 1852 - Pietro Gasparri, Italiaans kardinaal-staatssecretaris (overleden 1934)
- 1860 - Gregorio Aglipay, Filipijns kerkelijk leider (overleden 1940)
- 1882 - Douglas Mawson, Australisch geoloog en poolonderzoeker (overleden 1958)
- 1882 - Maurice Peeters, Nederlands wielrenner (overleden 1957)
- 1883 - Richard Watson Dixon, Engels dichter (overleden 1900)
- 1884 - Carl Osburn, Amerikaans schutter (overleden 1966)
- 1886 - Kingsley Fairbridge, welzijnswerker in West-Australië (overleden 1924)
- 1887 - Geoffrey Fisher, Anglicaans aartsbisschop van Canterbury (overleden 1972)
- 1889 - René Gâteaux, Frans wiskundige (overleden 1914)
- 1900 - Charles Jewtraw, Amerikaans schaatser (overleden 1996)
- 1903 - Hans Borrebach, Nederlands fotograaf, illustrator en schrijver (overleden 1991)
- 1904 - August Kop, Nederlands hockeyer (overleden 1945)
- 1904 - Sir Gordon Richards, Brits paardenjockey (overleden 1988)
- 1906 - Charles Exbrayat, Frans schrijver (overleden 1989)
- 1909 - Wim Aalders, Nederlands theoloog (overleden 2005)
- 1912 - Albert van Spijker, Nederlands verzetsstrijder (overleden 2006)
- 1913 - Duane Carter, Amerikaans autocoureur (overleden 1993)
- 1913 - Edwin Gustaaf Wijngaarde, Surinaams medicus en politicus (jaar van overlijden onbekend)
- 1914 - Tyrone Power, Amerikaans acteur (overleden 1958)
- 1915 - Alice Faye, Amerikaans actrice en zangeres (overleden 1998)
- 1917 - June Lang, Amerikaans actrice (overleden 2005)
- 1919 - Georgios Papadopoulos, Grieks militair en politicus (overleden 1999)
- 1921 - Sergio Orlandini, Nederlands topfunctionaris, president-directeur van KLM (overleden 2015)
- 1921 - Arthur Schawlow, Amerikaans natuurkundige (overleden 1999)
- 1923 - Johan Havik, Nederlands SS-Untersturmführer (overleden 1997)
- 1924 - Theo Olof, Nederlands violist (overleden 2012)
- 1926 - Víctor Ugarte, Boliviaans voetballer (overleden 1995)
- 1927 - Pat Carroll, Amerikaans (stem)actrice (overleden 2022)
- 1927 - Paul Schneider, Duits beeldhouwer (overleden 2021)
- 1927 - Jean Simonet, Belgisch atleet (overleden 2022)
- 1928 - Antoine Poncet, Frans beeldhouwer (overleden 2022)
- 1928 - Richard Schaal, Amerikaans acteur (overleden 2014)
- 1929 - Ilene Woods, Amerikaans (stem)actrice en zangeres (overleden 2010)
- 1930 - Ezatollah Sahabi, Iraans politicus (overleden 2011)
- 1931 - Greg (Michel Régnier), Waals striptekenaar (overleden 1999)
- 1932 - Rolph Gonsalves, Nederlands procureur-generaal (overleden 2002)
- 1932 - Bob Said, Amerikaans autocoureur (overleden 2002)
- 1932 - Luigi Taramazzo, Italiaans autocoureur (overleden 2004)
- 1934 - Henri Konan Bédié, Ivoriaans politicus (overleden 2023)
- 1934 - Ace Cannon, Amerikaans tenor- en altsaxofonist (overleden 2018)
- 1934 - Jef Planckaert, Belgisch wielrenner (overleden 2007)
- 1934 - Guy Van Zeune, Belgisch atleet
- 1935 - Bernard Pivot, Frans journalist (overleden 2024)
- 1937 - Harry Abend, Pools-Venezolaans architect en beeldhouwer
- 1937 - Rob van Gennep, Nederlands uitgever (overleden 1994)
- 1937 - Vladimir Kadisjevski, Russisch theoretisch natuurkundige (overleden 2014)
- 1937 - Keith St. John, Brits autocoureur (overleden 2018)
- 1937 - Johnnie Taylor, Amerikaans discozanger (overleden 2000)
- 1937 - Trần Đức Lương, Vietnamees politicus (overleden 2025)
- 1938 - Michael Murphy, Amerikaans acteur
- 1939 - Danny Riesterer, Belgisch acteur (overleden 2021)
- 1940 - Lasse Åberg, Zweeds acteur, artiest, filmregisseur en muzikant
- 1940 - Lance Henriksen, Amerikaans acteur
- 1940 - Lucy Simon, Amerikaans singer-songwriter en componiste (overleden 2022)
- 1941 - Stanley Cowell, Amerikaans jazzpianist (overleden 2020)
- 1941 - Romuald, Frans zanger
- 1941 - Urbain Haesaert, Belgisch voetbalcoach
- 1942 - Marc Alaimo, Amerikaans acteur
- 1942 - Barbara Randolph, Amerikaans actrice en zangeres (overleden 2002)
- 1942 - Tammy Wynette, Amerikaans zangeres (overleden 1998)
- 1943 - Michael Palin, Brits komiek, schrijver en acteur
- 1944 - Roman Dzindzichashvili, Georgisch-Amerikaans schaker en schaaktrainer
- 1944 - Bo Larsson, Zweeds voetballer (overleden 2023)
- 1944 - Christian de Portzamparc, Frans architect en planoloog
- 1944 - Roger Rees, Brits-Amerikaans acteur (overleden 2015)
- 1944 - John Rhys-Davies, Brits acteur
- 1945 - Rodney Pardey, Amerikaans pokerspeler (overleden 2020)
- 1945 - Irene Verbeek, Nederlands beeldend kunstenares
- 1946 - Jim Kelly, Amerikaans acteur en vechtkunstenaar (overleden 2013)
- 1947 - Malam Bacai Sanhá, Guinee-Bissaus politicus (overleden 2012)
- 1947 - Leif Mortensen, Deens wielrenner
- 1947 - Guido de Wijs, Nederlands tekst- en liedjesschrijver en presentator
- 1948 - Jomanda, Nederlands medium
- 1948 - Bella Hage, Nederlands wielrenster
- 1949 - Eppie Bleeker, Nederlands schaatser
- 1949 - Cees Kalis, Nederlands drummer (overleden 2006)
- 1950 - Anja van Avoort (Anja), Nederlands zangeres (overleden 2002)
- 1950 - Bill Beswick, Brits sportpsycholoog, basketbal- en voetbaltrainer
- 1950 - Maggie MacNeal (Sjoukje Smit), Nederlands zangeres
- 1950 - Frans van Seumeren, Nederlands ondernemer
- 1952 - Armando Pérez Hoyos, Colombiaans voetbalscheidsrechter
- 1952 - Stefan Semmler, Oost-Duits roeier
- 1952 - Willem Witteveen, Nederlands politicus en rechtsgeleerde (overleden 2014)
- 1953 - Lene Køppen, Deens badmintonster
- 1954 - David Azulai, Israëlisch politicus (overleden 2018)
- 1955 - Olav Sepp, Estisch schaker
- 1956 - Kamagurka, Belgisch cartoonist
- 1956 - Dick Kemper, Nederlands bassist, muziekproducent, componist en engineer
- 1957 - Aad van Mil, Nederlands waterpoloër
- 1958 - Serse Cosmi, Italiaans voetbaltrainer
- 1958 - Anthony Doyle, Brits wielrenner (overleden 2023)
- 1958 - Thijs de Melker, Nederlands gitarist
- 1959 - Ian McCulloch, Brits zanger van Echo & The Bunnymen
- 1959 - Brian Williams, Amerikaans nieuwslezer
- 1960 - Myriam Wéry, Belgisch atlete
- 1961 - Rudy Douven, Nederlands schaker
- 1962 - Darryl Fitton, Engels darter
- 1963 - Dan Berglund, Zweeds jazzbassist
- 1963 - Prince Ital Joe, Dominicaans Amerikaans artiest (overleden 2001)
- 1964 - Jean-François Copé, Frans politicus
- 1964 - Heike Henkel, Duits atlete
- 1966 - Tomáš Stúpala, Slowaaks voetballer
- 1968 - Boban Babunski, Macedonisch voetballer
- 1968 - Geert Emmerechts, Belgisch voetballer
- 1969 - Adrian Carmack, Amerikaans kunstenaar, mede-oprichter van id Software
- 1969 - Manny Perez, Dominicaans/Amerikaans acteur, filmproducent en scenarioschrijver
- 1969 - Peter Slager, Nederlands bassist in de band BLØF
- 1970 - Sergio Herman, Nederlands kok en restaurateur
- 1970 - Naomi Klein, Canadees journaliste en andersglobalistisch schrijver/activiste
- 1970 - Stefan Landberg, Zweeds voetballer
- 1970 - Wilfried Nelissen, Belgisch wielrenner
- 1970 - Roman Flügel, Duits danceproducer
- 1971 - Simona Staicu, Roemeens-Hongaars atlete
- 1971 - Tall Paul (Paul Newman), Brits dj
- 1971 - Anette Hoffman, Deens handbalster
- 1972 - James Cracknell, Brits roeier
- 1972 - Michael Green, Duits hockeyer
- 1972 - Lenka Ilavská, Slowaaks wielrenster
- 1972 - Devin Townsend, Canadees zanger/gitarist
- 1973 - Tina Yothers, Amerikaans actrice en zangeres
- 1974 - Seiji Ara, Japans autocoureur
- 1975 - Pepijn Caudron, Belgisch acteur
- 1975 - Matti Hiukka, Fins voetballer
- 1975 - Meb Keflezighi, Ertitrees/Amerikaans atleet
- 1976 - Rixt Leddy, Nederlands actrice
- 1976 - Maaike Martens, Nederlands actrice en zangeres
- 1976 - Peter Morén, Zweeds zanger en muzikant
- 1976 - Richard de Mos, Nederlands politicus
- 1976 - Juan Pablo Sorín, Argentijns voetballer
- 1976 - Sage Stallone, Amerikaans acteur (overleden 2012)
- 1977 - Virginie Efira, Belgisch-Frans actrice
- 1977 - Ahmet Koç, Belgisch politicus (overleden 2024)
- 1977 - Daniel Majstorović, Zweeds voetballer
- 1978 - Thomas Abyu, Ethiopisch-Brits atleet
- 1978 - Cemile Giousouf, Duits-Grieks politica
- 1978 - Yvonne van Vlerken, Nederlands triatleet en duatleet
- 1979 - Cedric van der Gun, Nederlands voetballer
- 1979 - Vincent Kartheiser, Amerikaans acteur
- 1979 - Ersen Martin, Duits-Turks voetballer (overleden 2024)
- 1979 - Afi Oubaibra, Belgisch zangeres
- 1980 - Silvan Aegerter, Zwitsers voetballer
- 1980 - Yossi Benayoun, Israëlisch voetballer
- 1980 - Petra Else Jekel, Nederlands dichteres
- 1980 - Albert Lopo, Spaans profvoetballer
- 1980 - Nick Nuyens, Belgisch wielrenner
- 1980 - Hank Green, Amerikaans vlogger en muzikant
- 1981 - Paul Cuijpers (Paul Cherryseed), Nederlands singer-songwriter (overleden 2025)
- 1981 - Craig David, Brits zanger
- 1981 - Zosja El Rhazi, Nederlands zangeres en stemdocente
- 1981 - Jaman, Nederlands zanger
- 1981 - Sami Jauhojärvi, Fins langlaufer
- 1981 - Jeffrey de Visscher, Nederlands voetballer
- 1982 - Ferrie Bodde, Nederlands voetballer
- 1982 - Burak Yeter, Turks-Nederlands dj en producer
- 1983 - Henry Cavill, Engels acteur
- 1983 - Mabel Gay, Cubaans atlete
- 1985 - Emanuele Giaccherini, Italiaans voetballer
- 1986 - Edwin Jowsey, Brits autocoureur
- 1987 - Matthew Brittain, Zuid-Afrikaans roeier
- 1987 - Jessie Cave, Engels actrice
- 1987 - Graham Dorrans, Schots voetballer
- 1987 - Rick van Gastel, Nederlands acteur
- 1988 - Adele, Engels zangeres
- 1988 - Frickson Erazo, Ecuadoraans voetballer
- 1988 - Brooke Hogan, Amerikaans zangeres en een realitysoapster
- 1988 - Jonathan Maiyo, Keniaans atleet
- 1988 - Audrey Robichaud, Canadees freestyleskiester
- 1988 - Skye Sweetnam, Canadees singer-songwriter
- 1989 - Chris Brown, Amerikaans zanger
- 1989 - Kurt Calleja, Maltees zanger
- 1989 - Agnes Knochenhauer, Zweeds curlingspeelster
- 1989 - Larissa Wilson, Engels actrice
- 1990 - Nikita Lastochkin, Russisch autocoureur
- 1990 - Danny Menting, Nederlands voetballer
- 1991 - Ofir Davidadza, Israëlisch voetballer
- 1992 - Erik Heggen, Belgisch atleet
- 1992 - Leopold Kapata, Belgisch atleet
- 1992 - Loïck Landré, Frans voetballer
- 1993 - Kathrine Larsen, Deens voetbalster
- 1993 - Francine Niyonsaba, Burundees atlete
- 1994 - Hafizh Syahrin, Maleisisch motorcoureur
- 1994 - Celeste Epiphany Waite (Celeste), Brits soulzangeres
- 1995 - James Connor, Australisch schoonspringer
- 1995 - Niels Hintermann, Zwitsers alpineskiër
- 1996 - Ante Blažević, Kroatisch voetballer
- 1996 - Lisa Bratton, Amerikaans zwemster
- 1997 - Katherine Sauerbrey, Duits langlaufster
- 1998 - Isaiah Hartenstein, Duits-Amerikaans basketballer
- 1998 - Mart Hoogkamer, Nederlands zanger
- 1998 - Giulia Tanno, Zwitsers freestyleskiester
- 1999 - Nathan Chen, Amerikaans kunstschaatser
- 1999 - Justin Kluivert, Nederlands voetballer
- 2000 - Elijah Winnington, Australisch zwemmer
- 2002 - Emilie Bernhardt, Duits voetbalster
- 2003 - Carlos Alcaraz, Spaans tennisser
- 2003 - Dewi Snippe, Nederlands voetbalster
- 2004 - Nayomi Buikema, Nederlands voetbalster
- 2004 - Samu Omorodion, Spaans-Nigeriaans voetballer
- 2005 - Rafael Câmara, Braziliaans autocoureur
- 2005 - Katla Tryggvadóttir, IJslands voetbalster
- 2006 - Ivan Domingues, Portugees autocoureur
- 2006 - Julien Duranville, Belgisch voetballer

## Overleden

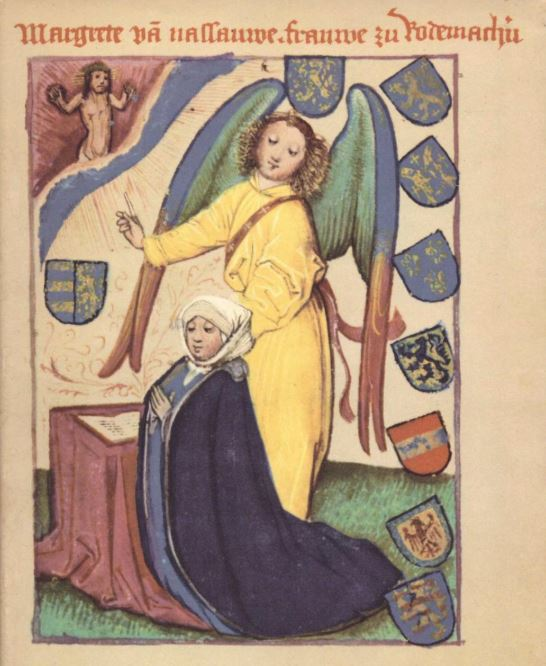
Margaretha van Nassau-Weilburg
overleden in 1490

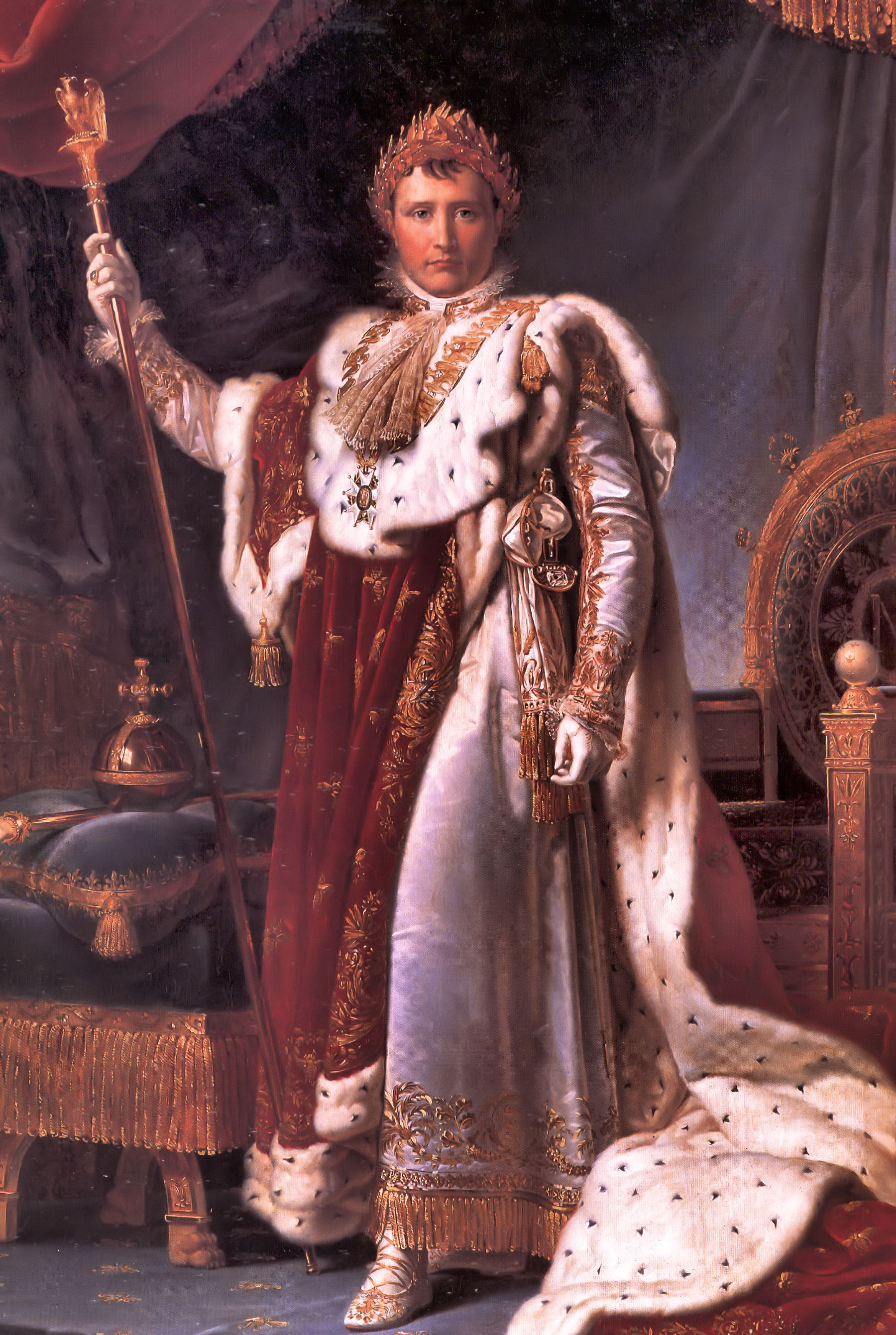
Napoleon Bonaparte
overleden 1821

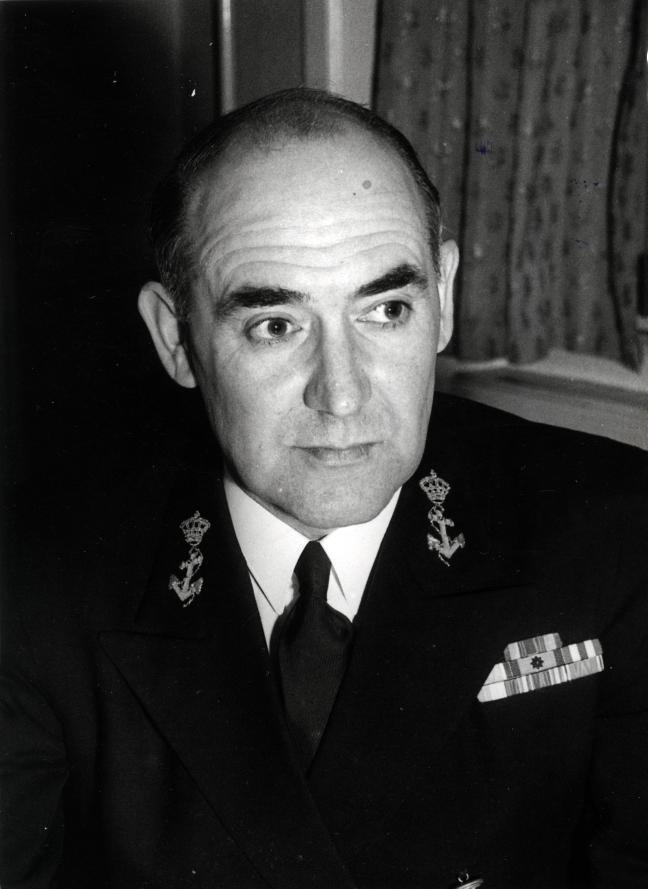
Harry Moorman
overleden 1971

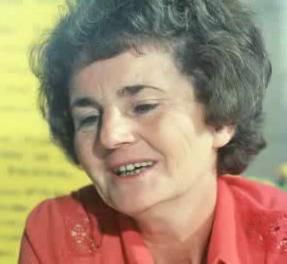
Thea Beckman
overleden in 2004

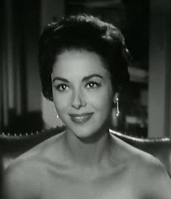
Dana Wynter in Invasion of the Body Snatchers
overleden 2011

- 311 - Galerius (51), keizer van het Romeinse Rijk
- 1490 - Margaretha van Nassau-Weilburg (64), Duits aristocratisch boekenverzamelaarster
- 1582 - Charlotte van Bourbon (35/36), dochter van Lodewijk III van Bourbon-Vendôme, gravin en vrouw van Willem van Oranje
- 1623 - Hendrick Danielsz Slatius (±38), Nederlands remonstrants predikant en medepleger van een aanslag op prins Maurits
- 1672 - Samuel Cooper, Engels miniatuurschilder
- 1705 - Leopold I (64), keizer van het Heilige Roomse Rijk
- 1765 - August Friedrich Graun (circa 67), Duits componist en cantor
- 1821 - Napoleon Bonaparte (51), Frans keizer en generaal
- 1889 - Samuel Brannan (70), Amerikaans ondernemer en journalist
- 1930 - Jacques Martin (78), Belgisch componist, dirigent en musicus
- 1931 - Glen Kidston (32), Brits piloot en autocoureur
- 1931 - Basilio Pompilj (73), Italiaans curiekardinaal
- 1955 - Emile Andrieu (74), Belgisch voetballer
- 1958 - James Branch Cabell (79), Amerikaans schrijver
- 1971 - Harry Moorman (71), Nederlands politicus
- 1972 - Josep Samitier (70), Spaans voetballer en voetbaltrainer
- 1975 - Nils Eriksen (64), Noors voetballer en voetbaltrainer
- 1977 - Ludwig Erhard (80), West-Duits bondskanselier
- 1981 - Bobby Sands (27), Iers activist
- 1982 - Cal Tjader (56), Amerikaans jazzmuzikant
- 1983 - Rob Delsing (69), Nederlands schrijver en dichter
- 1984 - Just Göbel (92), Nederlands-Indonesisch voetbalkeeper
- 1987 - Werner Buchwalder (72), Zwitsers wielrenner
- 1995 - Michail Botvinnik (83), Russisch schaker
- 1998 - Pieter Kooistra (76), Nederlands schilder, graficus, fotograaf, beeldhouwer en schrijver
- 2000 - Gino Bartali (85), Italiaans wielrenner
- 2001 - Jaap Bartels (73), Nederlands burgemeester
- 2001 - Bill Homeier (82), Amerikaans autocoureur
- 2002 - Hugo Banzer (75), Boliviaans president-dictator
- 2002 - Rika De Backer (79), Belgisch politicus
- 2003 - Walter Sisulu (90), Zuid-Afrikaans antiapartheidsactivist
- 2004 - Thea Beckman (80), Nederlands kinderboekenschrijver
- 2004 - Pieter de Geus (75), Nederlands minister van Defensie
- 2004 - Marc Scheers (40), Belgisch scenarist en televisieproducer
- 2006 - Marijke Höweler (67), Nederlands psychologe en schrijfster
- 2006 - Bill Minco (83), Nederlands verzetsstrijder, zakenman en politicus
- 2006 - Liane Soudan (85), Belgisch zangeres
- 2010 - Giulietta Simionato (99), Italiaans mezzo-sopraan
- 2011 - Claude Choules (110), laatste Britse oorlogsveteraan die meevocht in de Eerste Wereldoorlog
- 2011 - Dana Wynter (79), Amerikaans actrice
- 2012 - Embère van Gils (85), Nederlands burgemeester
- 2012 - George Knobel (89), Nederlands voetbaltrainer
- 2012 - Gerard van Westerloo (69), Nederlands journalist
- 2012 - Karel Johan van Zweden (95), lid Zweeds koningshuis
- 2013 - Sarah Kirsch (78), Duits schrijfster en dichteres
- 2013 - Dirk Vekeman (52), Belgisch voetballer
- 2013 - Helmin Wiels (54), Curaçaos politicus
- 2015 - Hans Jansen (72), Nederlands arabist en politicus
- 2016 - Benito Cocchi (82), Italiaans aartsbisschop
- 2016 - Jaap Nauwelaerts de Agé (98), Nederlands judoka en pionier voor de judosport
- 2016 - Siné (87), Frans cartoonist
- 2016 - Isao Tomita (84), Japans componist
- 2017 - Corinne Erhel (50), Frans politica
- 2017 - Ely Ould Mohamed Vall (64), Mauritaans president
- 2018 - Michele Castoro (66), Italiaans aartsbisschop
- 2018 - Lambert Maassen (76), Nederlands voetballer
- 2019 - Christophe Lambrecht (48), Belgisch radiopresentator
- 2019 - Jan Linzel (103), Nederlands veteraan
- 2019 - Christian d'Orgeix (91), Frans schilder en beeldhouwer
- 2020 - Sergei Ivanovich Adian (89), Russisch wiskundige
- 2020 - Millie Small (73), Jamaicaans zangeres
- 2021 - Philipose Mar Chrysostom (103), Indiaas bisschop
- 2021 - Gerard Höweler (80), Nederlands beeldhouwer
- 2021 - Bertil Johansson (86), Zweeds voetballer en voetbaltrainer
- 2021 - George Jung (78), Amerikaans drugshandelaar en smokkelaar
- 2022 - Ronald Lopatni (78), Kroatisch waterpolospeler
- 2022 - Kenneth Welsh (80), Canadees-Amerikaans acteur
- 2023 - Samuel Durrance (79), Amerikaans ruimtevaarder
- 2023 - Klaas de Jonge (85), Nederlands mensenrechtenactivist
- 2023 - Siiri Rantanen (98), Fins langlaufster
- 2024 - Bernard Hill (79), Brits film-, toneel- en televisieacteur
- 2024 - Frank Leeflang (87), Surinaams politicus, jurist en diplomaat
- 2024 - César Luis Menotti (85), Argentijns voetballer en voetbaltrainer
- 2024 - Oleksandr Pielieshenko (30), Oekraïens gewichtheffer
- 2025 - Luis Galván (77), Argentijns voetballer
- 2025 - Katinka Keus (84), Nederlands costumière en restauratrice van antieke boeken
- 2025 - Giuseppe Moioli (97), Italiaans roeier

## Viering/herdenking
- Mexico - Cinco de mayo, viering van de overwinning in de Slag bij Puebla (1862)
- Nederland - Bevrijdingsdag, de nationale viering van de bevrijding van de Duitse bezetting tijdens de Tweede Wereldoorlog
- Turkije - Hidrellez
- Rooms-katholieke kalender:
  - Augustinus' Bekering
  - Heilige Jutta van Sangerhausen († 1260)
  - Heilige Godehart († 1038)
  - Heilige Britto (van Trier) († 385/6)
  - Heilige Angelus van Jeruzalem († 1220)
  - Heilige Maurontius († 701)
  - Heilige Hilarius van Arles († 449)
  - Zalige Nuntius Sulprizio († 1836)
  - Zalige Aleidis (van Valduc) († 1212 of 1229)

## Weerextremen

### Nederland
| | Officiële records      | Officiële records | Officiële records |      | Landelijke records | Landelijke records | Landelijke records    |
| Gebeurtenis | Jaar                   | Extreem           | Locatie           | Jaar | Extreem            | Locatie            |                       |
| --- | ---------------------- | ----------------- | ----------------- | ---- | ------------------ | ------------------ | --------------------- |
| Laagste etmaalgemiddelde temperatuur (°C) | 1957                   | 4,3               | De Bilt           |      | 1957               | 2,7                | Maastricht            |
| Hoogste etmaalgemiddelde temperatuur (°C) | 1923                   | 20,2              | De Bilt           |      | 1923               | 21,9               | Maastricht            |
| Laagste minimumtemperatuur (°C) | 1942                   | −1,8              | De Bilt           |      | 2011               | −3,2               | Eelde                 |
| Hoogste minimumtemperatuur (°C) | 2006                   | 12,7              | De Bilt           |      | 1923 2006          | 14,4               | Maastricht Leeuwarden |
| Laagste maximumtemperatuur (°C) | 1979                   | 7,2               | De Bilt           |      | 1957               | 6,4                | Eindhoven             |
| Hoogste maximumtemperatuur (°C) | 1916                   | 29,3              | De Bilt           |      | 1916               | 29,5               | Eelde                 |
| Hoogste uurgemiddelde windsnelheid (m/s) | 1955, 1973             | 11,8              | De Bilt           |      | 2015               | 21,0               | Schaar                |
| Hoogste windstoot (m/s) | 1957                   | 23,7              | De Bilt           |      | 2015               | 28,0               | Eindhoven, Schaar     |
| Langste zonneschijnduur (uur) | 2000, 2008, 2018, 2020 | 14,0              | De Bilt           |      | 2020               | 14,4               | Wilhelminadorp        |
| Langste neerslagduur (uur) | 2002                   | 12,9              | De Bilt           |      | 2002               | 17,2               | Maastricht            |
| Hoogste etmaalsom van de neerslag (mm) | 1915                   | 20,1              | De Bilt           |      | 1997 2002          | 24,3               | Vlissingen Maastricht |
| Laagste etmaalgemiddelde relatieve vochtigheid (%) | 1928                   | 35                | De Bilt           |      | 1928               | 35                 | De Bilt               |
| Laagste uurwaarde luchtdruk op zeeniveau (hPa) | 2004                   | 983,5             | De Bilt           |      | 2004               | 982,3              | Vlieland              |
| Hoogste uurwaarde luchtdruk op zeeniveau (hPa) | 1920                   | 1036,4            | De Bilt           |      | 1920               | 1037,4             | Maastricht            |
| Officiële records worden altijd gemeten op het KNMI-weerstation in De Bilt. Landelijke records kunnen worden gemeten op elk officieel KNMI-weerstation in Nederland. |                        |                   |                   |      |                    |                    |                       |

Uitzonderlijke gebeurtenissen
- 1916 - Officieel hoogste maximumtemperatuur in °C van het jaar gemeten in De Bilt: 29,3
- 1923 - Eerste officiële zomerse dag van het jaar (maximumtemperatuur ≥ 25 °C in De Bilt)
- 1925 - Eerste landelijke warme dag van het jaar gemeten in Eelde (maximumtemperatuur ≥ 20 °C op een officieel weerstation)
- 1927 - Eerste officiële zomerse dag van het jaar (maximumtemperatuur ≥ 25 °C in De Bilt)
- 1928 - Officieel maandrecord laagste etmaalgemiddelde relatieve vochtigheid in % van mei gemeten in De Bilt: 35. Samen met 7 mei 1909
- 1936 - Eerste officiële warme dag van het jaar (maximumtemperatuur ≥ 20 °C in De Bilt)
- 1956 - Eerste officiële warme dag van het jaar (maximumtemperatuur ≥ 20 °C in De Bilt)
- 1967 - Eerste officiële warme dag van het jaar (maximumtemperatuur ≥ 20 °C in De Bilt)
- 1967 - Eerste landelijke warme dag van het jaar gemeten in De Bilt, De Kooy, Deelen, Eindhoven, Gilze-Rijen, Leeuwarden, Maastricht, Rotterdam, Schiphol, Soesterberg, Twenthe, Valkenburg ZH en Volkel (maximumtemperatuur ≥ 20 °C op een officieel weerstation)
- 1970 - Eerste officiële warme dag van het jaar (maximumtemperatuur ≥ 20 °C in De Bilt)
- 1970 - Eerste landelijke warme dag van het jaar gemeten in De Bilt, Deelen, Eindhoven, Gilze-Rijen, Leeuwarden, Rotterdam, Schiphol, Soesterberg, Twenthe, Valkenburg ZH en Volkel (maximumtemperatuur ≥ 20 °C op een officieel weerstation)
- 1973 - Eerste officiële warme dag van het jaar (maximumtemperatuur ≥ 20 °C in De Bilt)
- 1978 - Eerste officiële warme dag van het jaar (maximumtemperatuur ≥ 20 °C in De Bilt)
- 2000 - Eerste officiële zomerse dag van het jaar (maximumtemperatuur ≥ 25 °C in De Bilt)
- 2004 - Officieel maandrecord laagste uurwaarde luchtdruk op zeeniveau in hPa van mei gemeten in De Bilt: 983,5
- 2004 - Landelijk maandrecord laagste uurwaarde luchtdruk op zeeniveau in hPa van mei gemeten in Vlieland: 982,3

### België
Dagrecords
- 1979 en 1941 - Laagste etmaalgemiddelde temperatuur 4,1 °C
- 1916 - Hoogste etmaalgemiddelde temperatuur 22 °C
- 1942 - Laagste minimumtemperatuur −0,6 °C
- 1923 - Hoogste maximumtemperatuur 27,9 °C
- 2002 - Hoogste etmaalsom van de neerslag 16 mm

Uitzonderlijke gebeurtenissen
- 1932 - Sneeuwbuien ten zuiden van Samber en Maas.
- 1957 - Sneeuwbuien in Brussel.
- 1979 - Einde van ononderbroken regenperiode van 21 dagen in Ukkel.
- 2007 - Einde van een droogteperiode van 36 dagen in Ukkel.

<< · 1 · 2 · 3 · 4 · 5 · 6 · 7 · 8 · 9 · 10 · 11 · 12 · 13 · 14 · 15 · 16 · 17 · 18 · 19 · 20 · 21 · 22 · 23 · 24 · 25 · 26 · 27 · 28 · 29 · 30 · 31 · >>